# Ciderhusreglerna (film)
Ciderhusreglerna (engelska: The Cider House Rules) är en amerikansk spelfilm från 1999, med Tobey Maguire, Charlize Theron, Delroy Lindo, Paul Rudd och Michael Caine. Filmen är regisserad av Lasse Hallström med manus av John Irving efter dennes egen roman med samma namn, men utspelas under en mycket kortare tidsperiod än romanen. Den vann två Oscars, en för "Bästa manliga biroll", Michael Caine, och en för "Bästa manus", John Irving. Den var även nominerad i kategorin ”Bästa film”, Richard N. Gladstein.

## Handling
Filmen handlar om ett barnhem. Huvudpersonen är Homer Wells (Tobey Maguire) som aldrig blev adopterad som liten. Doktorn och föreståndaren på barnhemmet tar Homer under sina vingar, och ger honom undervisning inom läkaryrket. I hemlighet utför doktorn aborter, vilket är förbjudet. Homer lever ett enformigt liv med mycket vänskap och kärlek. Vändpunkten kommer när Candy (Charlize Theron) kommer tillsammans med sin fästman Wally för att göra abort. Homer följer med paret tillbaka till deras hemstad. Där börjar han arbeta på Wallys mors cidermusteri. När Wally går in i kriget börjar en romans mellan Homer och Candy.

## Rollista (i urval)
| Tobey Maguire         | – Homer Wells        |
| Charlize Theron       | – Candy Kendall      |
| Delroy Lindo          | – Mr. Rose           |
| Paul Rudd             | – Wally Worthington  |
| Michael Caine         | – Dr. Wilbur Larch   |
| Jane Alexander        | – Sjuksköterska Edna |
| Kathy Baker           | – Nurse Angela       |
| Erykah Badu           | – Rose Rose          |
| Kieran Culkin         | – Buster             |
| Skye McCole Bartusiak | – Hazel              |
| Erik Per Sullivan     | – Fuzzy              |

## Kritik
Filmen kritiserades av abortmotståndarorganisationer i USA för att vara för aborter.